# Брјанск
Брјанск (рус. Брянск) је град у Русији и административни центар Брјанске области. Налази се 379 km југозападно од Москве. Према попису становништва из 2010. у граду је живело 415.640 становника.

## Географија
| Клима Брянска               | Клима Брянска | Клима Брянска | Клима Брянска | Клима Брянска | Клима Брянска | Клима Брянска | Клима Брянска | Клима Брянска | Клима Брянска | Клима Брянска | Клима Брянска | Клима Брянска | Клима Брянска |
| Показатељ \ Месец           | .Јан.         | .Феб.         | .Мар.         | .Апр.         | .Мај.         | .Јун.         | .Јул.         | .Авг.         | .Сеп.         | .Окт.         | .Нов.         | .Дец.         | .Год.         |
| --------------------------- | ------------- | ------------- | ------------- | ------------- | ------------- | ------------- | ------------- | ------------- | ------------- | ------------- | ------------- | ------------- | ------------- |
| Апсолутни максимум, °C (°F) | 7,6 (45,7)    | 9,9 (49,8)    | 18,8 (65,8)   | 28,3 (82,9)   | 32,3 (90,1)   | 34,9 (94,8)   | 37,7 (99,9)   | 38,4 (101,1)  | 30,7 (87,3)   | 24,8 (76,6)   | 17,1 (62,8)   | 9,9 (49,8)    | 38,4 (101,1)  |
| Средњи максимум, °C (°F)    | −3,5 (25,7)   | −3,0 (26,6)   | 2,8 (37)      | 12,0 (53,6)   | 19,0 (66,2)   | 22,1 (71,8)   | 23,9 (75)     | 22,7 (72,9)   | 16,5 (61,7)   | 9,7 (49,5)    | 1,6 (34,9)    | −2,7 (27,1)   | 10,1 (50,2)   |
| Просек, °C (°F)             | −6,0 (21,2)   | −6,1 (21)     | −0,8 (30,6)   | 7,2 (45)      | 13,7 (56,7)   | 17,1 (62,8)   | 18,9 (66)     | 17,5 (63,5)   | 11,9 (53,4)   | 6,1 (43)      | −0,7 (30,7)   | −4,9 (23,2)   | 6,2 (43,2)    |
| Средњи минимум, °C (°F)     | −8,6 (16,5)   | −9,1 (15,6)   | −4,2 (24,4)   | 3,0 (37,4)    | 8,6 (47,5)    | 12,3 (54,1)   | 14,2 (57,6)   | 12,9 (55,2)   | 7,9 (46,2)    | 3,0 (37,4)    | −2,8 (27)     | −7,3 (18,9)   | 2,5 (36,5)    |
| Апсолутни минимум, °C (°F)  | −41,8 (−43,2) | −34,9 (−30,8) | −29,6 (−21,3) | −21,8 (−7,2)  | −4,2 (24,4)   | −1,3 (29,7)   | 2,2 (36)      | 0,1 (32,2)    | −5,2 (22,6)   | −13,0 (8,6)   | −23,6 (−10,5) | −38,6 (−37,5) | −41,8 (−43,2) |
| Извор: Погода и климат      |               |               |               |               |               |               |               |               |               |               |               |               |               |

## Историја
Брјанск је вероватно основан 985. године, у време Владимира I као одбрамбена и мисионарска испостава на обали реке Десне.
У писаним документима се први пут помиње 1146. године као Дебрјанск (рус. Дебрянск).
У 13. веку, постао је седиште самосталне кнежевине и епископије, а крајем тог столећа прешао је под власт кнежева из Смоленска.
У 14. веку, Брјанск пада под власт Великог литванског војводства.
1503. прелази под власт Московске кнежевине, али се после стотинак година поново нашао у рукама Литванаца.
1632. године Брјанск поново постаје руски град.
У 17. веку Брјанск је постао важни трговачки град са годишњим сајмовима. Петар Велики је основао прво бродоградилиште у Брјанску.
1778. Брјанск добија статус града.
1788. отворена је фабрика оружја.
1812. године Наполеон није успео да освоји Брјанск.
У совјетској епоси изграђене су електране и фабрика железничких вагона и локомотива.
У Другом светском рату Немци су отприлике две године владали Брјанском. У околини града били су активни совјетски партизани.
Данас је Брјанск важан индустријски град. Важан је као железничко чвориште.

## Становништво
Према прелиминарним подацима са пописа, у граду је 2010. живело 415.640 становника, 15.886 (3,68%) мање него 2002.
| 1939.   | 1959.   | 1970.   | 1979.   | 1989.   | 2002.   | 2010.   |
| ------- | ------- | ------- | ------- | ------- | ------- | ------- |
| 173.938 | 207.319 | 317.504 | 394.210 | 452.160 | 431.526 | 415.721 |

## Образовне установе
- Подружница Правног института Министарства унутрашњих послова Руске Федерације у Брјанску
- Институт за изградњу превозних средстава Брјанск
- Државна инжењерско технолошка академија Брјанск

## Партнерски градови
- Чернигов
- Добеле
- Дупница
- Гомељ
- Ђер
- Коњин
- Карлово
- Наујоји Акмене
- Орел
- Северодвинск